# Naagin
Naagin är en indisk TV-serie som sänds på Colors TV från 1 november 2015.

## Rollista i urval
- Mouni Roy - Shivanya Ritik Singh
- Adaa Khan - Shesha / Takshika
- Sudha Chandran - Yamini Singh Raheja
- Arjun Bijlani - Ritik Singh
- Karanvir Bohra - Rocky Mahendra Pratap Singh
- Kinshuk Mahajan - Rudra
- Aashka Goradia - Rani Avantika